# 2024年中國大陸高校師生團訪問台灣
2024年11月27日至12月5日，中国大陆來自北京大学、北京清华大学、复旦大学、中山大学、浙江大学、福建师范大学、北京体育大学7所高校的40名師生，應馬英九文教基金會邀請訪問台灣。訪問團成員包括獲得六枚奧運金牌的中國國家乒乓球隊前隊長馬龍和東京奧運會射擊冠軍楊倩。期間，訪問團與國立臺灣大學等六所大學進行交流活動，並參觀著名景點。訪問團吸引大量台灣民眾及媒體關注，馬龍、楊倩及彭弋航等訪問團成員在行程期間受到不少民眾追捧；惟訪問期間因訪問團成員政治背景、「中国台北队」表述涉及統獨議題事項，在台灣亦掀起相當爭議。

## 背景
2023年7月15日至24日，馬英九基金會邀請北京大學、北京清華大學、復旦大學、武漢大學和湖南大學五所大學的37位師生赴台進行交流訪問。包含北大碩士、奧運乒乓球金牌得主丁寧在內的訪問團由北大前校長、現任北大黨委書記郝平率領，期間到國立政治大學、中國文化大學、國立台灣大學和國立東華大學進行交流，又到訪多個台灣景點。2024年4月，馬英九率台灣學生到大陸訪問時，邀請大陸師生回訪台灣；11月4日，馬英九基金會宣佈邀請陸生團在11月27日訪台，訪問團由北京清華大學黨委書記、校務委員會主任邱勇帶隊。

## 行程安排

### 11月27日
上午，訪問團抵達台灣，不少民眾前往桃園機場接機，馬龍和楊倩也向民眾揮手致意。下午，訪問團到訪台北市立中山女子高级中学（中山女中），參觀學校內的歷史建築與古蹟，又體驗「虛擬高爾夫球場」環節；但因行程緊湊和中山女中第二天有考試的緣故，並未獲安排與學生交流，不過仍有學生利用下課時間圍觀行程。晚間，中華民國前總統馬英九設宴招待訪問團並表示，希望大陸師生此行能欣賞台灣之美，體驗到台灣民眾的熱情，也在台灣交到好朋友。

### 11月28日
上午，訪問團前往國立政治大學，事前已有不少學生在達賢圖書館門口等候，希望能與馬龍、楊倩等簽名合照；政大桌球校隊成員組隊到場表達支持，並表示大家一直都很想看馬龍本人，今天適逢其會，馬龍還向校隊隊長贈送巴黎奧運中國代表團的紀念徽章與簽名球拍。杨倩稱讚與其交流的台灣學生友好熱情，在交流中聊到不少關於北京和北京清華大學的話題，期待對方日後到北京清華來交流；她又表示最想去的景點是在小學課本讀到過的日月潭。
28日下午，訪問團到林安泰古厝和臺北孔廟參觀，獲得不少在場民眾歡迎。來自北京清華大學的大二學生彭弋航表示感受到了台灣民眾的熱情，在參觀林安泰古厝的過程中看到抓周、收涎等中國傳統文化的展示，感受到中華傳統文化的傳承。

### 11月29日
上午，訪問團到陽明交通大學陽明校區參加兩岸學生音樂交流，事前即已有不少學生在活動場地外等候，有拿到馬龍簽名的球迷表示今天還想試試拿到楊倩的簽名。在交流中演奏《梁祝小提琴協奏曲》的李澤森表示，音樂是構建人與人之間良好溝通的橋樑，又表示自己喜歡聽周杰倫和伍佰的歌曲。演奏雲南地方樂器葫蘆絲的于書涵在表演結束後獲馬英九詢問樂器的相關歷史，她也表示希望能夠藉此讓更多人瞭解和欣賞這一樂器。
下午，訪問團到訪中國文化大學，與前世界排名第三的蔣澎龍和現役桌球選手陳思羽等文大校友切磋球技。馬龍在事後表示是首次與蔣澎龍交手，能感受到蔣澎龍、莊智淵等前輩運動員的努力為台灣乒乓球界帶來深遠影響，又表示已了解到台灣日前在世界十二強棒球賽奪冠，後續行程可能會有棒球交流機會，表示相當期待。

### 11月30日
上午，訪問團參訪台北故宮，參觀毛公鼎、北宋白瓷嬰兒枕等多項文物展品。有訪問團學生受訪表示，對能親眼見到曾在書本中學到的名畫《清明上河圖》和翠玉白菜感到激動，又表示兩岸故宮各具特色，藏品都非常珍貴，也歡迎台灣青年多到大陸參觀交流。此前因受訪掀起話題的彭弋航與粉絲合影留念，也為即將參加學測的台灣學生加油打氣。
下午，訪問團到台北101，先到89樓觀景區俯覽台北景色，又參觀棒球「12強」特區，101董事長賈永婕全程陪同參觀。初次看到馬龍本人的賈永婕稱其為「可愛的大男孩」，她又回應有綠營立委擔心陸生訪台是對岸「統戰」一事，稱「不要這麼嚴肅」。

### 12月1日
上午，馬英九帶領訪問團的師生從伊達邵碼頭出發，乘船環遊日月潭欣賞潭區風景，其後在水社碼頭下船。彭弋航此前受訪時回憶在小學課本中曾讀到關於日月潭的描述，一直希望親眼見證，如今一圓兒時夢想，表示感覺很好。
下午，訪問團到台中洲際棒球場，在中信兄弟球星帶領下體驗棒球。復旦大學學生宋思瑤被問到對台灣在12強賽中奪冠的感想時，代表師生訪問團向「中國台北隊」在比賽中取勝表達祝賀，又希望大陸與台灣同胞能夠像兄弟般團結，「為祖國在棒球領域更上一層樓」。蕭旭岑則希望棒球成為兩岸人民共同喜歡的運動，則未來「根本就是打球，不用打仗了」。

### 12月2日
上午，訪問團到訪長庚大學，參觀台塑企業文物館。
下午，訪問團繼續參觀臨床技能與模擬中心，又進行座談會；校方還安排訪問團親身體驗包括氣球射擊遊戲在內的台灣夜市文化。

### 12月3日
上午，訪問團到台灣大學參加交流活動，遊覽台大校園，吸引不少學生圍觀馬龍、彭弋航等人行程，其中還有等候的學生展示五星紅旗；期間有約20名台大社科院學生到場抗議日前訪問團成員受訪時使用「中國台北」表述，現場局面一度混亂。台大校長陳文章全程陪同訪問團參觀，校方亦組織保安人員維持秩序。蕭旭岑事後接受採訪時表示，台灣多元自由，大家都可以表達各自的意見，正如訪問團成員講了習慣的用語，也是一種表達的自由；他又稱不會安排到訪陸生與抗議學生進行交流，以免超越陸委會核准的交流範圍，導致違規。
下午，訪問團參觀淡水滬尾礮臺、紅毛城等古蹟，期間遭遇908台灣國運動成員在場外以「台灣不是中國台北」等口號抗議，馬英九則向抗議人群揮手做鬼臉，表示「不必大驚小怪」。訪問團成員在接受採訪時就早上在台大遭到抗議一事回應稱，仍會抱持交朋友、多交流的心情，又表示兩岸青年同根同源。晚間，訪問團在淡水紅樓用餐，晚宴主題是由淡江大學歷史系與餐廳合作推出、以清法戰爭中滬尾之役為設計靈感的「滬尾宴」。

### 12月4日
上午，訪問團到訪新竹的國立清華大學，訪問團到達前即有粉絲到場等候，也有學生舉出「交流要平等，民主是前提」等標語。訪問團到達後，場外持青天白日滿地紅旗者和持五星紅旗者一度爆發口角。交流環節結束後，訪問團到清華大學前校長梅貽琦的墓前獻花。期間陸續有學生抗議，批評此次交流活動全程非公開，屬不對等交流，是政治統戰。事後有參與交流的新竹清华大学學生受訪時表示交流收穫很多，認為大陸的學生「跟我們一樣」，在專業領域上很強，會互相學習。
下午，訪問團到訪新竹科學園區的探索館及台積電創新館。

### 12月5日
上午，訪問團從桃園機場搭機離開台灣。

## 各方反應

### 中国大陆
11月27日，中共中央台辦發言人陈斌华在例行新聞發佈會上表示，兩岸青年是推動兩岸關係發展最活躍、最正面的因素，理應受到兩岸各界的大力支持，大陸將一如既往地推動兩岸青年交流、持續為兩岸青年互相學習、交流建立更多平台並創造更多機會。
12月6日，中共中央台辦發言人朱鳳蓮表示，強烈譴責民進黨伙同島內特定媒體、網軍對大陸高校師生赴台訪問團成員祝賀「中國台北隊」一事進行網絡霸凌。

### 台灣
11月27日，陸委會稱樂見兩岸交流，並表示從訪問團申請的交流活動內容項目看來，沒有太多可能違反國安的疑慮。
12月2日，陸委會對於受馬英九基金會邀請到訪台灣的上海復旦大學學生宋思瑤以「中國台北隊」稱呼中華成棒隊，表示該不妥言論「傷害台灣人民感情」，並對此深感遺憾。
12月4日，有來自國立台灣大學、國立清華大學、中山女中三校的學生及校友召開聯合記者會，表態拒絕「中國交流統戰團」，並要求交流應建立在對等之上。
12月5日，陸委會副主委暨發言人梁文傑在記者會上稱，由於訪問團團員宋思瑤祝賀「中国台北队」奪下棒球冠軍，而「中国台北」是將台灣矮化成中華人民共和國一省，涉及違反《大陸地區人民來臺從事觀光活動許可辦法》第16條，陸委會將對邀請陸生訪臺的組織作出行政處分，馬英九基金會最重可能遭罰5年不得再邀請陸生來臺。
國立臺灣大學社會科學院院學會在訪團離去後發文，表達歡迎陸生來台。該文被批評忽視學生之意見，有如國台辦提供，且參訪活動也被批評學生無管道參與。故該學院之學生連署罷免社會科學院院學會會長暨國民黨青年團成員郭又睿，最終郭又睿被成功罷免。

## 爭議

### 訪問團身份
11月26日，自由時報報導稱，陸生團成員清一色為共青团员，馬龍、楊倩也具中共黨員身份，馬英九基金會執行長蕭旭岑回應稱，兩岸制度不同，有中共黨員身份不足為奇。陸委會副主委暨發言人梁文傑稱，不會因具備中共黨員或共青團身份就不讓來，這樣會導致很多學者、企業界人士都不能來，但來了不能發表傷害台灣地位的言論。

### 「中國臺北」爭論
12月1日，訪問團在台中洲際棒球場體驗棒球，復旦大學學生宋思瑤接受媒體訪問時祝賀「中国台北队」奪得世界棒球12強賽冠軍。陸委會会称該言論「傷害台灣人民感情」；立法委员賴瑞隆認為此種表述方式等同於「吃台灣豆腐」，並呼籲陸生尊重台灣，避免提出政治敏感的話題。馬英九辦公室就此回應稱，兩岸制度與用語本就有不同，不應苛責；蕭旭岑則稱民進黨政客「可悲」，認為兩岸有不同認知才需要交流，又批評民進黨欺負一個20歲的大學女生，卻不敢處理其黨內以「中国台湾」名義在大陸做生意的鄭運鵬和以及家族在上海開陽信銀行的何志偉。
2025年3月10日，台灣內政部移民署針對該事件約談馬英九，表示將會同相關機關依規處理。馬英九指女學生並無貶抑惡意，並向總統賴清德喊話，不要用政治力量和行政手段阻斷兩岸青年交流。

### 國旗事件
12月4日，馬英九基金會執行長蕭旭岑帶領訪問團訪問國立清華大學，未接過場外抗議學生遞過來的中華民國國旗，遭學生批評稱是因為陸生在場而不敢拿旗。蕭則反稱其為「1450跟側翼的同學」，又稱學生要求其接過國旗為「強制」、「專制」。

### 「盤絲洞」
11月27日訪問團到訪中山女高後，中國大陸自媒體陸續出現女學生歡迎馬龍的照片和形容馬龍到中山女高「像是唐僧掉進盤絲洞」的文章。中山女高家長會發聲明向馬英九基金會表示抗議，稱校園和學生不應被用於政治操作，此次學生影像遭流出並用作不當影射，令人無法接受。蕭旭岑則回應稱，此事是中國大陸網友留言遭泛綠觀點扭曲誤導為中國大陸媒體報導，並反指有意見者是民進黨支持者。中山女高校方則發布新聞稿，譴責有關物化女性的言論，呼籲拒絕網路霸凌，並表示由於訪問並非公開性質，學校未有公開向師生宣傳，也並未強迫學生參加或安排學生夾道歡迎。